# Nippontonia
Nippontonia is een geslacht van kreeftachtigen uit de klasse van de Malacostraca (hogere kreeftachtigen).

## Soorten
- Nippontonia christellae Fransen, 2013
- Nippontonia minirostris Bruce & Bauer, 1997